# Paeonia corsica
Paeonia corsica (лат.) — многолетнее травянистое растение, вид рода Пион (Paeonia) семейства Пионовые (Paeoniaceae), произрастащий в Средиземноморском регионе. В природе встречается на Корсике, Сардинии, на Ионических островах и в западной Греции. У растения гладкие стебли от зелёного до пурпурного цвета, нижние листья состоят в основном из девяти листочков с нижней стороной, которые могут быть опушёнными или безволосыми. У цветков розовые лепестки и пурпурные тычинки.

## Ботаническое описание

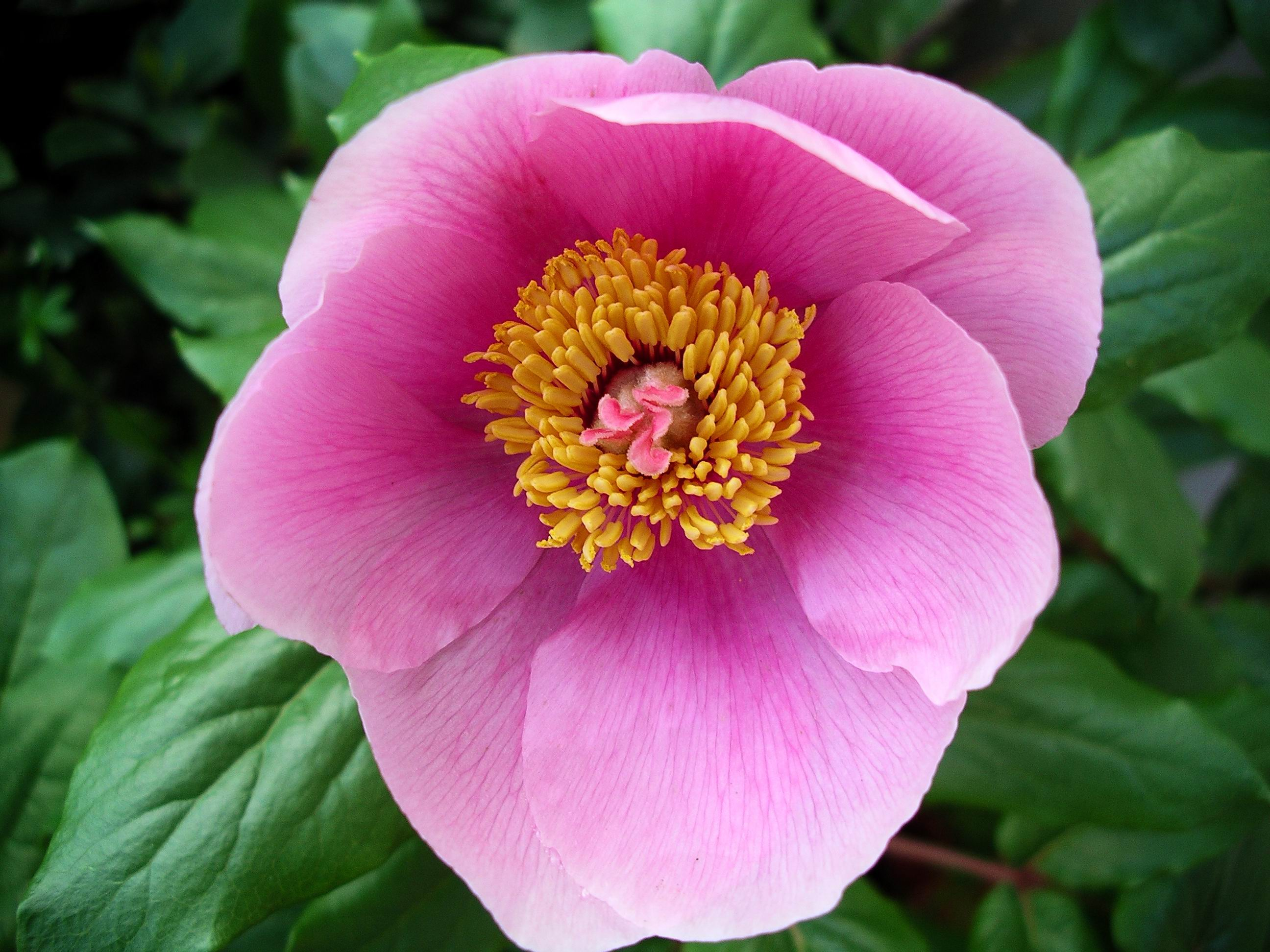
Цветок P. corsica

Paeonia corsica — многолетнее травянистое растение, верхние части которого отмирают осенью и снова появляются на поверхности весной. Цветёт в апреле-мае. Плоды могут раскрываться с августа. Это диплоидный вид (2n = 10).

### Корень, стебель и листья
У P. corsica серые или коричневые корневища в форме моркови, около 2 см в диаметре около места прикрепления стеблей и постепенно сужающиеся к концу. Стебли жёсткие, прямые, гладкие, от зелёного до пурпурного цвета, высотой 35-80 см, с пятью-семью чешуями у основания. У листьев зелёные или пурпурные черешки, гладкие или с мягкими волосками. Нижние листья тройчатые, по большей части из трёх редко надрезанных яйцевидных или эллиптических листочков, каждый 4-13 см в длину и 2-8 см в ширину. Они имеют клиновидное или круглое основание, ровный край, заострённый кончик, гладкую верхнюю поверхность и различную, но в основном густоопушённую с мягкими волосками нижнюю поверхность.

### Цветок, плоды и семена
Каждый стебель может нести один цветок-гермафродит, на котором может не быть ни одного или до трёх листовидных прицветников, которые образуют прицветничек. Чаще всего от двух до пяти (иногда от одного до восьми) округлых чашелистиков не равны по размеру и различаются по цвету от зелёного до пурпурного. Они опоясывают семь или восемь розовых обратно-яйцевидных лепестков. Внутри много тычинок, состоящих из пурпурных нитей и жёлтых пыльников. Волнистый диск высотой 1 мм с зубчатым краем окружает основание в основном от двух до пяти (реже одного или целых восьми) зелёных, красных или пурпурных плодолистиков. В основном плодолистики покрыты золотисто-коричневыми изогнутыми волосками длиной около 1,5 мм, но иногда и безволосыми. Спелые семена чёрные, круглые в диаметре и размером 7 × 5,5 мм. Развитие семян ускоряется теплом и задерживается холодом. Между начальным развитием корня и самой ранней частью стебля существует примерно трёхмесячная задержка. Такая реакция на температуру гарантирует, что всходы растут над землёй в наиболее благоприятное время года.

### Отличия от родственных видов
- Paeonia cambessedesii, ареал которого в дикой природе ограничивается Майоркой, также имеет розовые цветки и в большинстве случаев не более девяти листочков на листе и является диплоидом. Но он полностью гладкий, основные жилки и нижняя сторона листьев остаются пурпурными в течение всего сезона, верхняя сторона сероватая и обычно имеет от четырёх до восьми плодолистиков на цветок, в то время как у P. corsica, когда растение полностью развито, зелёные листочки, в основном опушённые снизу, и от двух до пяти плодолистиков на цветок.
- P. coriacea, произрастающий только в Андалусии и Марокко, является тетраплоидом, имеет пурпурные цветки; это полностью гладкий вид, в основном имеет от десяти до пятнадцати округлых листочков на листе и одного или двух гладких плодолистиков на цветок. P. corsica имеет розовые цветки, яйцевидные листочки, которые в основном опушены внизу, и от одного до пяти, в основном мягко опушённых, плодолистиков на цветок.
- Paeonia mascula известен из северной Испании, Франции (но не на Корсике), через Италию, включая Сицилию, но исключая Сардинию, Грецию, за исключением Ионических островов и прилегающего материкового побережья, и на восток до Ливана и Ирака. Это тетраплоид, который отличается от P. corsica часто белыми или белыми с розовыми (но на востоке его распространением розовыми или пурпурными) цветками, длинными светло-жёлтыми прямыми щетинистыми волосками длиной 3 мм на плодолистиках и обычно более девяти листочков на листе[1].

## Таксономия

### История
Франц Зибер описал почти гладкий пион с Корсики в 1828 году и назвал вид Paeonia corsica. В 1837 году Джузеппе Морис описал форму с Сардинии и Корсики, которая отличалась наличием мягких волосков на нижней стороне листочков и плодолистиков, назвав её P. corallina var. pubescens. Не подозревая о публикации Зибера, Эрнест Коссон описал гладкий пион в 1850 году как P. corallina var. leiocarpa, но исправил это в 1887 году, переименовав его в P. corallina var. corsica. В той же публикации он рассматривал опушённую форму Джузеппе Мориса как синоним P. corallina var. russoi, считая, что он идентичен P. russoi, описанному на Сицилии Антонино де Бивона-Бернарди в 1816 году, и последовал примеру Филиппа Баркера Уэбба (1838), понизив статус таксона до разновидности. Это было поддержано Эрнстом Хутом в 1891 году. В 1875 году Генрих Мориц Вильком счёл P. corsica младшим синонимом P. corallina var. cambessedesii (ныне P. cambessedesii). В 1893 году Жорж Руи и Жюльен Фуко снизили статус неопушённого таксона до формы P. corallina f. corsica и выделили две дополнительные формы с опушёнными плодолистиками: f. ovalifolia — с переменным волосяным покровом на листочках и f. triternata — с последовательно опушённой нижней стороной листочков. В 1898 году Адриано Фьори посчитал P. corallina подвидом P. mascula и, таким образом, назвал таксон P. mascula subsp. corallina var. corsica. Максимилиан Гюрке упростил название в 1903 году до P. mascula var. corsica. В 1899 году Антуан Легран описал форму с гладкими плодолистиками, но с волосистой нижней стороной листочков и назвал разновидность P. russoi var. reverchoni. Клод Тома Алексис Жордан описал два новых вида с Корсики в 1903 году: один с листочками с красными прожилками и мягко опушёнными нижними сторонами и опушёнными плодолистиками, который он назвал P. revelieri, а другой с гладкими листочками и мягковолосыми плодолистиками, P. glabrescens. Джон Исаак Брике выделил ещё один голый таксон — P. corallina var. pubescens f. hypoleuca. Пауль Ашерзон и Пауль Гребнер в 1923 году рассматривали P. corallina var. leiocarpa и P. cambessedesii как синонимы P. corallina var. corsica. Фредрик Клод Штерн рассматривал этот таксон в 1946 году как синоним P. russoi var. leiocarpa. Зангери, Сандро Пиньятти и Шмитт считали P. corsica синонимом P. coriacea в 1976, 1982 и 1997 годах, соответственно. Димитрис Цанудакис в 1977 году выделил в Греции три подвида P. mascula, среди которых P. mascula subsp. russoi с Ионических островов и соответствующей прибрежной зоны материка, которую он считал идентичной таксону Антонино де Бивона-Бернарди. В 2001 году Ческа обнаружил на Сардинии форму с пурпурными стеблями и длинными волосками на нижней поверхности листочков, которую он посчитал достаточно отличающейся, чтобы выделисть в новый вид, P. morisii, который был признан в 2004 году Пассалаквой и Бернардо, которые также расширили ареал P. mascula subsp. russoi, чтобы включить Калабрию. Большинство недавних авторов считали, что P. mascula subsp. russoi, описанный с Сицилии, также присутствует на Сардинии и Корсике.

## Современная классификация
Современный анализ показал, что все экземпляры с Корсики, Сардинии и Ионических островов являются диплоидами с десятью хромосомами (2n = 10), имеют девять листочков в основном на нижних листьях, которые часто имеют довольно пушистую нижнюю сторону с мягкими изогнутыми золотисто-коричневыми волосками около 1,5 мм в длину на плодолистиках, хотя они бывают и гладкие. Однако все отобранные популяции из Сицилии и Эвбеи являются тетраплоидами (4n = 20), в основном с 10-20 листочками на прикорневых листьях, без или редко опушёнными, в то время как светло-жёлтые волоски на плодолистиках прямые и довольно щетинистые и около 3 мм в длину. Таким образом, пионы Корсики, Сардинии, Ионических островов и прилегающего материкового побережья считаются разновидностями и должны называться P. corsica, в то время как сицилийские, калабрийские и некоторые греческие популяции принадлежат к P. mascula.

## Ареал и местообитание
P. corsica в природе встречается на Корсике, Сардинии и в западной Греции на Ионических островах Кефалония, Лефкас и Закинф, а также на материковой Этолии и Акарнании. Растёт в лесах с преобладанием сосны и дуба, в кустарниках маквис и на травянистых местах на различных почвах и коренных породах (таких как известняк, гранит и метаморфические породы).

## Культивирование
Вид в последнее время стал мало доступным для садоводов. Его хвалят как довольно низкий пион с молодой блестящей листвой с пурпурным оттенком, который считается подходящим для солнечных альпинариев. Рекомендуется беречь этот пион от излишней влаги летом.